# Felgyő
Felgyő est un village et une commune du comitat de Csongrád en Hongrie.